# Matičnjak
Matičnjak (matočina, lat. Melissa), manji biljni rod od četiri vrste trajnica iz porodice usnača
Najvažnija je vrsta ljekoviti matičnjak ili pčelinja metvica, koja raste po Europi (Mediteran) i zapadnoj Aziji. Odlikuje se uspravnom razgranatom stabljikom koja naraste do 80 cm, s jajolikim listovima na dugim peteljkama koji stoje jedan nasuprot drugog. Plod matičnjaka je kalavac s nekoliko ortaščića. Cvjetovi skupljeni u poršljenaste cvatove razvijaju se u pazušcima gornjih liostova. Boja cvjetova može biti ljubičasta, ružičasta ili žučkastobijela.
Matičnjak je omiljen kod pčela koje sakupljaju nektar i pelud, a njegov med je visokoj je cijeni, pa i latinsko ime roda Melissa na grčkom znači pčela.

## Vrste
1. Melissa axillaris
2. Melissa flava
3. Melissa officinalis
4. Melissa yunnanensis

## Vanjske poveznice
|  | Zajednički poslužitelj ima još gradiva o temi Melissa (Lamiaceae) |
|  | Wikivrste imaju podatke o taksonu Melissa                         |